# سینا سعیدی‌فر
سینا سعیدی فر (زادهٔ ۲۳ فروردین ۱۳۸۰) بازیکن فوتبال اهل ایران است که در پست دروازه‌بان بازی می‌کند. او خیلی دودو مَمَ هست

## عملکرد باشگاهی

### استقلال
سینا سعیدی فر دوران خوبی را در پایه‌های‌تیم استقلال تهران سپری کرد و مورد توجه آندره آ استراماچونی سرمربی وقت استقلال قرار گرفت و در نیم فصل لیگ نوزدهم وارد لیست بزرگسالان این تیم شد و پس از حسین پورحمیدی دروازه‌بان سوم استقلال محسوب می‌شد پس از دو فصل حضور در استقلال با مصدومیت سید حسین حسینی و علیرضا رضایی، اولین بازی خود را برای استقلال در تاریخ ۱۸ بهمن ۱۴۰۱ در مقابل نفت مسجدسلیمان در نیمه دوم انجام داد.
سینا در دومین بازی خود برای استقلال در هفته ۳۰ام لیگ برتر فوتبال ۰۲–۱۴۰۱ در مقابل تراکتور تبریز عملکرد خیره کننده ای داشت و او به اولین گلر متولد دهه ۸۰ تاریخ باشگاه استقلال تبدیل شد که در ترکیب اصلی این تیم قرار گرفت و ۹۰ دقیقه بازی کرد.

### شمس آذر قزوین
با توجه به اینکه استقلال چند دروازه‌بان داشت باشگاه استقلال تصمیم به انتقال قرضی این بازیکن گرفت و سر انجام سعیدی‌فر با قرداد قرضی راهی شمس آذر قزوین شد.
نخستین بازی وی برای شمس آذر در هفته هجدهم مقابل مس رفسنجان بود که با تساوی بدون گل به اتمام رسید، سعیدی فر در این بازی موفق به ثبت کلین شیت شد.

## عملکرد ملی

### تیم ملی امید ایران
سینا سعیدی‌فر توسط رضا عنایتی به مسابقات مسابقات امید غرب آسیا و بازی‌های آسیایی هانگژو دعوت شد اما فرصت بازی کردن پیدا نکرد.

## آمار باشگاهی
تا تاریخ ۹ اسفند ۱۴۰۲
| باشگاه        | فصل           | لیگ           | لیگ  | لیگ | جام حذفی | جام حذفی | قاره‌ای | قاره‌ای | دیگر | دیگر | مجموع | مجموع |
| باشگاه        | فصل           | دسته          | بازی | گل  | بازی     | گل       | بازی   | گل     | بازی | گل   | بازی  | گل    |
| ------------- | ------------- | ------------- | ---- | --- | -------- | -------- | ------ | ------ | ---- | ---- | ----- | ----- |
| استقلال       | ۰۲–۱۴۰۱       | لیگ برتر      | ۲    | ۰   | ۰        | ۰        | _      | _      | ۰    | ۰    | ۲     | ۰     |
| مجموع استقلال | مجموع استقلال | مجموع استقلال | ۲    | ۰   | ۰        | ۰        | _      | _      | ۰    | ۰    | ۲     | ۰     |
| شمس‌آذر        | ۰۳–۱۴۰۲       | لیگ برتر      | ۱    | ۰   | ۰        | ۰        | _      | _      | _    | _    | ۱     | ۰     |
| مجموع شمس آذر | مجموع شمس آذر | مجموع شمس آذر | ۱    | ۰   | ۰        | ۰        | _      | _      | _    | _    | ۱     | ۰     |
| مجموع آمار    | مجموع آمار    | مجموع آمار    | ۳    | ۰   | ۰        | ۰        | _      | _      | _    | _    | ۳     | ۰     |

## افتخارات

### باشگاهی

#### استقلال
- لیگ برتر خلیج فارس(۱): ۰۱–۱۴۰۰
- سوپر جام فوتبال ایران(۱):  ۱۴۰۱

#### امیداستقلال
- لیگ برتر امید تهران (۱): ۱۳۹۹